# Потапов, Василий Фёдорович
Василий Фёдорович Потапов (род. 4 марта 1955, Шемелка) — советский гребец. Участник летних Олимпийских игр 1976 года, двукратный серебряный призёр чемпионата мира 1975 и 1977 годов

## Биография
Василий Потапов родился 4 марта 1955 года в деревне Шемелка Пестречинского района Татарской АССР (сейчас часть села Кощаково Пестречинского района Татарстана).
Выступал в соревнованиях по академической гребле за казанское «Динамо». 
Дважды выигрывал серебряные медали чемпионата мира в соревнованиях восьмёрок — в 1975 году в Ноттингеме и в 1977 году в Амстердаме.
В 1976 году вошёл в состав сборной СССР на летних Олимпийских играх в Монреале. В соревнованиях восьмёрок в полуфинале команда СССР, за которую также выступали Антанас Чикотас, Анатолий Иванов, Игорь Коннов, Анатолий Немтырёв, Александр Плюшкин, Александр Шитов и Владимир Васильев, заняла 3-е место с результатом 5 минут 37,79 секунды, уступив 5,62 секунды попавшей в финал с 1-го места команде ГДР. В заплыве надежды сборная СССР заняла 3-е место (5.40,65), уступив 2,89 секунды попавшей в финал со 2-го места команде ФРГ. В финале за 7-11-е места советские гребцы победили (6.05,88).